# Sopravvissuto - The Martian
Sopravvissuto - The Martian (The Martian) è un film del 2015 co-prodotto e diretto da Ridley Scott.
Basato sul romanzo L'uomo di Marte del 2011 di Andy Weir, ha come protagonista l'astronauta Mark Watney, interpretato da Matt Damon, che durante una missione su Marte viene abbandonato perché erroneamente creduto morto a seguito di una tempesta di sabbia, e racconta la sua lotta per la sopravvivenza e gli innumerevoli sforzi per salvarsi e tornare sulla Terra.
Accolto molto positivamente dalla critica, il film ha ricevuto numerosi premi, tra cui il Golden Globe per il miglior film commedia o musicale, e sette candidature ai premi Oscar 2016 come: miglior film, miglior attore protagonista, migliore sceneggiatura non originale, miglior scenografia, migliori effetti speciali, miglior sonoro e miglior montaggio sonoro.
Sopravvissuto - The Martian è uscito nelle sale americane il 2 ottobre 2015, distribuito da 20th Century Fox, e in quelle italiane il 1º ottobre. La pellicola ha incassato complessivamente più di 630 milioni di dollari in tutto il mondo, classificandosi come decimo maggiore incasso del 2015.

## Trama
Su Marte, nell'Acidalia Planitia, durante il giorno Sol 18 della missione Ares 3 della NASA, una squadra di esploratori capitanata dal comandante Melissa Lewis e di cui fanno parte gli astronauti Mark Watney, Rick Martinez, Chris Beck, Beth Johanssen e Alex Vogel è al lavoro per raccogliere dei campioni da analizzare sulla Terra. Ad un certo punto Johanssen avvisa Lewis che sta arrivando una grande e violenta tempesta di sabbia e c'è il rischio che il MAV si rovesci: la squadra è divisa tra aspettare che la tempesta passi o annullare la missione, ed alla fine sceglie la seconda soluzione, decidendo di lasciare Marte. Durante l'uscita, però, Watney viene colpito dai detriti e scaraventato via dal resto della squadra; persi i contatti, Lewis inizialmente cerca di trovarlo, ma poi, esortata dai compagni, ritorna sul MAV per lasciare il pianeta; in seguito il direttore della NASA Teddy Sanders rilascia una conferenza stampa in cui afferma che Watney sarebbe morto. Watney però non è morto: dopo essersi ripreso, raggiunge la base, si rimuove i detriti dal corpo e si ricuce la ferita. Rimasto solo, con poche risorse e senza avere modo di contattare la Terra per comunicare che è sopravvissuto, Watney deve ricorrere al proprio ingegno e al proprio spirito di volontà per sopravvivere, pur sapendo che nel breve periodo non vi è alcuna prospettiva realistica per una missione di salvataggio; per tale motivo inizia a registrare dei video-diari da lasciare nel caso non riuscisse a tornare sulla Terra.
A Sol 21 Watney, grazie alle sue grandi competenze in ambito botanico, ha un'illuminazione: riempie una stanza del modulo spaziale con il terriccio, usa le sue feci e quelle del resto dell'equipaggio come concime ed escogita un modo per produrre acqua tramite combustione di riserve di idrazina. Tramite questo sistema, Watney riesce a creare una coltivazione di patate che gli potrebbe consentire di sopravvivere fino alla missione successiva, il cui arrivo su Marte è previsto quattro anni dopo. Nel frattempo Mindy Park, esperta di comunicazione dei satelliti della NASA, che continua a monitorare il pianeta attraverso i satelliti in orbita su Marte, riceve un'immagine da Vincent Kapoor, direttore della missione su Marte, che desidera sapere cosa sia rimasto dell'attrezzatura di Ares 3; ingrandendo l'immagine su Acidalia Planitia, nota alcune differenze rispetto a quando il pianeta è stato abbandonato: la posizione del rover nella base è cambiata e i pannelli solari sono stati puliti. La Park quindi chiama Kapoor, che arriva insieme a Sanders e Annie Montrose, direttore dell'ufficio stampa della NASA, e insieme si rendono conto che Watney è sopravvissuto. A Sol 70 Watney tenta di arrivare al cratere Schiaparelli, luogo di atterraggio previsto per Ares 4, ma a causa del freddo intenso decide di ritornare alla base e per risolvere il problema usa un generatore termoelettrico a radioisotopi. Successivamente Watney, spostandosi tramite un rover, riesce a recuperare e a riattivare il vecchio Mars Pathfinder. Kapoor, intuendo il suo piano, va al Jet Propulsion Laboratory per utilizzare il Pathfinder rimasto al fine di comunicare con lui; il riavvio del Pathfinder, che inizia immediatamente a inviare nuove informazioni sulla Terra al Jet Propulsion Laboratory, consente in un primo momento a Watney di comunicare con la NASA tramite la fotocamera di cui è dotato e successivamente di stabilire una conversazione hackerando il computer del rover.
Dopo avere inizialmente deciso di mantenere segreto ai membri dell'equipaggio dell'Ares 3 che Watney è sopravvissuto, per evitare di farli sentire in colpa per averlo abbandonato, dopo alcuni mesi la NASA comunica ai suoi ex compagni che egli è ancora vivo. Durante il rientro di Watney da una delle sue escursioni marziane, la camera di decompressione della serra esplode, distruggendo tutto il raccolto. A questo punto a Watney non restano molte scorte per sopravvivere e la missione per il suo recupero appare ancora troppo distante nel tempo. La NASA decide quindi di approntare una nave carica di soli viveri per poterlo rifornire e decide, a causa della necessità di operare in tempi brevi, di accelerare al massimo i processi di sviluppo e controllo; ciò tuttavia porta ad escludere alcuni importanti controlli di sicurezza, e per tale motivo il razzo esplode poco dopo il lancio, facendo fallire la missione.
Quando tutto sembra perduto, a offrire la soluzione è Rich Purnell, un giovane astrodinamico della NASA, che calcola una manovra di fionda gravitazionale con la Terra grazie alla quale l'astronave Hermes, che sta riportando l'equipaggio di Ares 3, potrebbe tornare su Marte in poco tempo. Grazie all'aiuto dell'Agenzia spaziale cinese, che offre la sua segretissima sonda Tayang Shen, viene inviato un modulo contenente i viveri necessari al ritorno dell'equipaggio verso Marte e al successivo rientro sulla Terra. Il modulo viene agganciato da Hermes in un rendezvous in orbita terrestre.
Nel frattempo su Marte Watney deve razionare il cibo per riuscire a sopravvivere, mangiando sempre meno ogni giorno e diventando di conseguenza sempre più magro. Con uno dei rover a sua disposizione raggiunge il cratere Schiaparelli, da dove dovrà decollare per intercettare i suoi compagni nello spazio usando un modulo già predisposto dalla NASA per la successiva missione Ares 4. Il modulo è però troppo pesante per potere raggiungere Hermes, tornato e ora orbitante intorno a Marte, di conseguenza Watney deve alleggerirlo eliminando tutto il peso possibile, rimuovendo anche i finestrini, le console di controllo e il muso del modulo; alla fine il modulo viene lanciato nello spazio a controllo remoto coperto solamente da un telo di plastica. Dopo il lancio, con un'operazione di recupero rocambolesca, Watney si ricongiunge finalmente con i suoi compagni.
Tornato sulla Terra, Watney assume il ruolo di istruttore per i nuovi candidati al programma di formazione degli astronauti. Mentre Watney, i suoi compagni e le persone che hanno preso parte al suo salvataggio iniziano una nuova vita, la NASA e la CNSA lanciano insieme il nuovo vettore Ares 5.

## Produzione
Nel marzo 2013 la 20th Century Fox acquistò i diritti per una trasposizione cinematografica del libro, trasposizione che venne affidata al produttore Simon Kinberg. Nel maggio seguente Drew Goddard entrò in trattative per scrivere e dirigere il film. In seguito Goddard accettò la regia di un film sui Sinistri Sei e si limitò quindi alla sola sceneggiatura, così Kinberg portò il progetto all'attenzione di Ridley Scott.
Nel maggio 2014 Scott entrò in trattative per dirigere il film che avrebbe avuto come protagonista Matt Damon. Il 3 settembre 2014 entrò nel cast Jessica Chastain. A metà settembre si unirono al cast Mackenzie Davis e Kate Mara. Il 24 settembre venne riportato che Michael Peña era in trattative per unirsi al film. A ottobre sono entrati nel cast Jeff Daniels nel ruolo del direttore della NASA, Donald Glover, nei panni di un giovane astrofisico e Aksel Hennie nei panni di un cosmonauta straniero. Il 20 ottobre si è unito al cast Sean Bean e infine entrarono nel cast Chiwetel Ejiofor e Sebastian Stan.

### Riprese
Le riprese del film sono cominciate il 10 novembre 2014 ai Korda Studios di Budapest, i teatri di posa più grandi del mondo. Negli studios sono stati costruiti circa 20 set differenti. In uno dei set sono state piantate delle vere patate; sono state piantate in periodi differenti in modo da mostrare i diversi stadi di crescita nel film. A marzo 2015 la produzione si è spostata nel sud della Giordania, a Uadi Rum, nota come Valle della Luna.

## Promozione
Il 5 dicembre 2014 la prima pagina della sceneggiatura del film è stata posta all'interno dell'Orion, un veicolo spaziale che secondo i piani della NASA sarà utilizzato per l'esplorazione di Marte, in occasione del suo volo inaugurale.
La prima clip è stata pubblicata il 6 giugno 2015. Il primo trailer è stato pubblicato due giorni dopo. Il 19 agosto viene pubblicato il full trailer.

### Tagline
(Tagline del film)

## Distribuzione

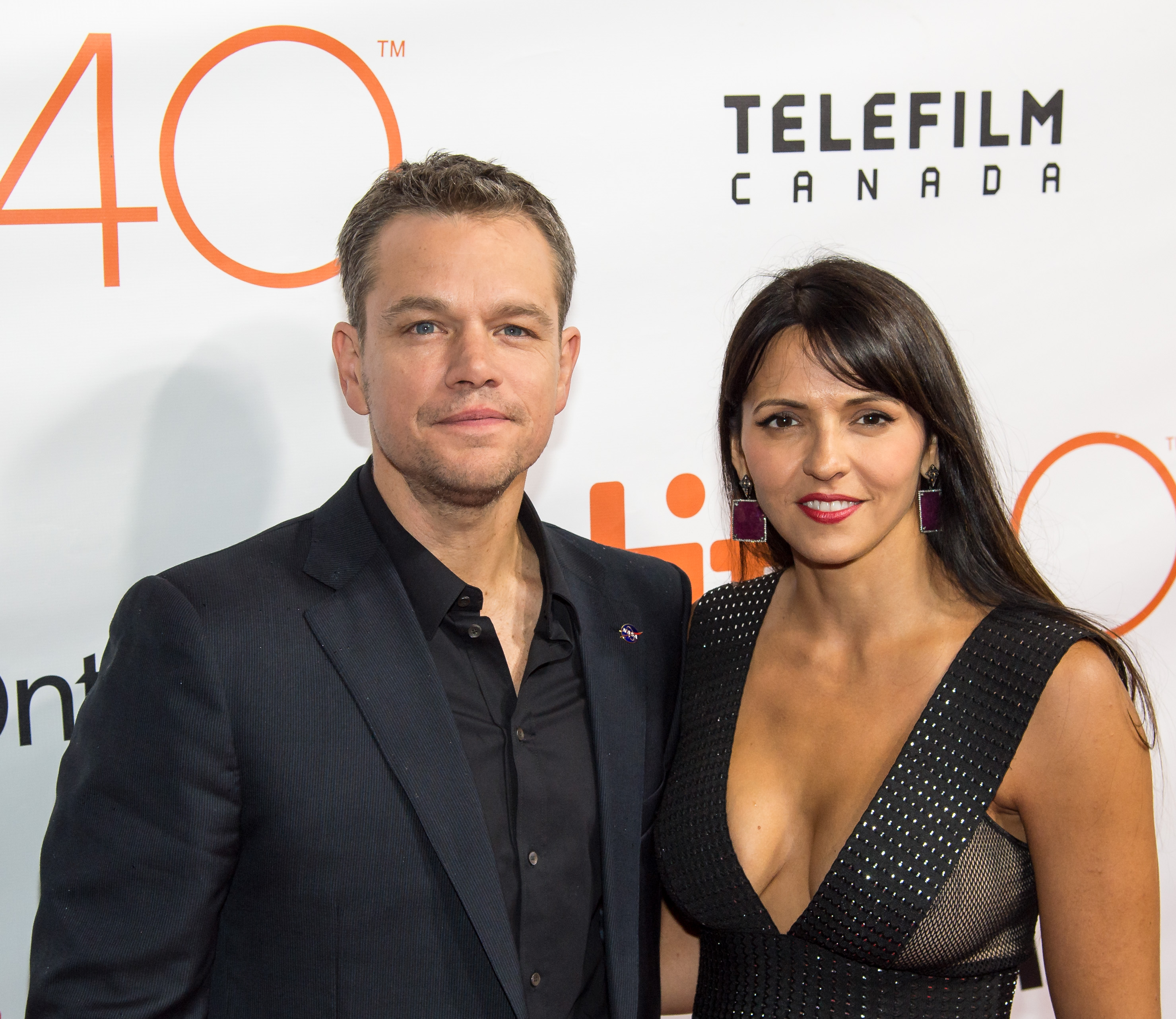
Matt Damon e sua moglie Luciana alla presentazione del film al festival di Toronto l'11 settembre 2015

In origine la 20th Century Fox aveva programmato di pubblicare Sopravvissuto - The Martian a partire dal 25 novembre 2015, salvo poi anticipare l'uscita al 2 ottobre con un comunicato del giugno dello stesso anno. Prima dell'uscita nelle sale il film è stato presentato al Toronto International Film Festival l'11 settembre 2015 e al New York Film Festival il 27 settembre. Invece la première si è svolta il 24 settembre a Londra, presso l'Odeon Leicester Square.
Inoltre nell'ambito della campagna promozionale The Martian è stato proiettato a bordo della Stazione spaziale internazionale il 19 settembre 2015, al Johnson Space Center di Houston e al Kennedy Space Center il 1º ottobre.

### Data di uscita
Il film è quindi uscito nelle sale dei vari paesi nelle seguenti date:
- 30 settembre 2015 in Australia, Filippine, Indonesia, Irlanda e Regno Unito
- 1º ottobre in Argentina (Misión Rescate), Brasile (Perdido em Marte), Cile (Misión Rescate), Colombia, Croazia, Grecia (Η διάσωση), Hong Kong, Israele (Lehatzil et Mark Witney), Italia (Sopravvissuto - The Martian), Macedonia, Malesia, Messico (Misión Rescate), Nuova Zelanda, Paesi Bassi, Perù (Misión Rescate), Porto Rico, Portogallo (Perdido em Marte), Repubblica Ceca, Repubblica Dominicana, Serbia (Marsovac: Spasilačka misija), Singapore, Slovenia (Marsovec), Thailandia, Ungheria (Mentőexpedíció) e Uruguay
- 2 ottobre in Bulgaria (Марсианецът), Cambogia, Canada, Ecuador, Estonia, India, Islanda, Lettonia (Marsietis), Lituania (Marsietis), Norvegia (The Martian - Strandet på Mars), Pakistan, Polonia (Marsjanin), Romania, Stati Uniti d'America, Sudafrica, Svezia, Taiwan, Turchia (Marsali ) e Vietnam
- 5 ottobre in Nigeria
- 7 ottobre in Belgio ed Egitto
- 8 ottobre in Bahrein, Bielorussia, Corea del Sud, Danimarca, Emirati Arabi Uniti, Georgia, Germania (Der Marsianer - Rettet Mark Witney), Giordania, Iraq, Kazakistan, Kuwait, Libano, Oman, Qatar, Russia (Марсианин), Siria e Ucraina (Марсiянин)
- 9 ottobre in Austria, Finlandia (Yksin Marsissa ) e Mongolia
- 16 ottobre in Spagna (Marte)
- 21 ottobre in Francia (Seul sur Mars)
- 25 novembre in Cina, Giamaica e Trinidad e Tobago
- 26 novembre in Bolivia
- 27 novembre in Venezuela
- 5 febbraio 2016 in Giappone

### Divieti
Negli Stati Uniti d'America la Motion Picture Association ha classificato il film come PG-13, ossia vietato ai minori di 13 anni non accompagnati da adulti per la presenza di linguaggio forte, immagini di ferite e brevi scene di nudo. Simili restrizioni sono state adottate anche in altri paesi; invece in Italia il film è stato distribuito con il visto censura "film adatto a tutti".

### Edizione italiana
La direzione del doppiaggio e i dialoghi italiani sono stati curati da Massimo Giuliani, con l'assistenza di Eleonora Erin, per conto della Int. Prod. Time Out di Roma. La sonorizzazione, invece, venne affidata alla CDC Sefit Group. Il film, il cui titolo è stato modificato dall'originale The Martian a Sopravvissuto - The Martian, è stato distribuito, anche in 3D, da 20th Century Fox Italy, che fa capo all'americana 20th Century Fox.

### Edizioni home video
Il film è stato distribuito per il mercato home video in tre formati: DVD, Blu-ray Disc e Blu-ray Disc 3D, disponibili negli Stati Uniti d'America dal 12 gennaio 2016, mentre in Italia dal 14 gennaio. All'interno dell'edizione sono presenti, oltre alla versione finale del film, diversi contenuti extra: Segnale Acquisito: scrittura e direzione, Occupa Marte: casting e costumi, dove gli attori discutono dei ruoli assegnatigli, Ares III: Refocused, Gag Reel e Production Gallery; a questi si aggiungono anche cinque scene eliminate: Ares III: Farewell, The Right Stuff, Ares: our greatest adventure, Leave your mark e Bring him home.

## Accoglienza

### Incassi
Sopravvissuto - The Martian ha incassato $228 433 663 in Nord America e $401 728 227 nel resto del mondo, di cui $7 683 880 in Italia, per un incasso totale di $630 161 890.

### Critica
Su Rotten Tomatoes il film ha un indice di gradimento del 91%, con un voto medio di 7,9 su 10, basato su 384 recensioni professionali. Il commento del sito recita: "Intelligente, emozionante e sorprendentemente divertente, The Martian offre un fedele adattamento del libro bestseller che tira fuori il meglio dal protagonista Matt Damon e dal regista Ridley Scott". Su Metacritic il film ha un voto di 80 su 100 basato su 46 recensioni.
Peter Debruge di Variety ha descritto il film come una "affascinante e rigorosamente realistica storia di sopravvivenza nello spazio". Henry Barbes di The Guardian ha dato al film 3 stelle su 4, affermando che "Non è fantastico, in qualunque senso, ma può vantare un certo senso del divertimento. Per essere un film di sopravvivenza è piuttosto leggero nel pericolo, ma non mancano i brividi". Lou Lumenick del New York Post ha scritto che il film è il migliore di Scott e di Damon, descrivendolo come "un'avventura semplice ed emozionante, senza gli intoppi metafisici di Interstellar."

## Riconoscimenti
- 2016 – Premio Oscar
  - Candidatura per il miglior film a Simon Kinberg, Ridley Scott, Michael Schaefer, Aditya Sood, Mark Huffam
  - Candidatura per il miglior attore protagonista a Matt Damon
  - Candidatura per la migliore sceneggiatura non originale a Drew Goddard
  - Candidatura per la miglior scenografia a Arthur Max and Celia Bobak
  - Candidatura per i migliori effetti speciali Chris Lawrence, Anders Langlands, Richard Stammers e Steven Warner
  - Candidatura per il miglior sonoro a Paul Massey, Mark Taylor e Mac Ruth
  - Candidatura per il miglior montaggio sonoro a Oliver Tarney
- 2016 – Golden Globe
  - Miglior film commedia o musicale
  - Miglior attore in un film commedia o musicale a Matt Damon
  - Candidatura per la migliore regia a Ridley Scott
- 2016 – British Academy Film Awards
  - Candidatura per il miglior regista a Ridley Scott
  - Candidatura per il miglior attore protagonista a Matt Damon
  - Candidatura per il miglior montaggio a Pietro Scalia
  - Candidatura per la miglior scenografia a Arthur Max e Celia Bobak
  - Candidatura per il miglior sonoro a Paul Massey, Mac Ruth, Oliver Tarney e Mark Taylor
  - Candidatura per i migliori effetti speciali a Chris Lawrence, Tim Ledbury, Richard Stammers e Steven Warner
- 2015 – African-American Film Critics Association
  - Migliori dieci film
- 2016 – Alliance of Women Film Journalists Awards
  - Candidatura per il miglior film
  - Candidatura per il miglior regista a Ridley Scott
  - Candidatura per il miglior attore a Matt Damon
  - Candidatura per la migliore sceneggiatura non originale a Drew Goddard
- 2016 – American Cinema Editors Awards
  - Candidatura per il miglior montatore in un film drammatico a Pietro Scalia
- 2015 – American Film Institute
  - Migliori dieci film
- 2016 – Art Directors Guild Awards
  - Miglior scenografo per un film contemporaneo a Arthur Max
  - Migliore direttore artistico a Stefan Speth
- 2016 – Australian Film Critics Association
  - Candidatura per il miglior film internazionale in lingua inglese
- 2016 – AACTA Award
  - Candidatura per il miglior regista internazionale a Ridley Scott
  - Candidatura per il miglior attore internazionale a Matt Damon
  - Candidatura per la  miglior sceneggiatura internazionale a Drew Goddard
- 2016 – Black Reel Awards
  - Candidatura per il miglior attore non protagonista a Chiwetel Ejiofor
- 2015 – Camerimage
  - Candidatura per la miglior fotografia in un lungometraggio in 3D a Dariusz Wolski
- 2015 – Chicago Film Critics Association Awards
  - Candidatura per il miglior montaggio a Pietro Scalia
- 2015 – Costume Designers Guild Awards
  - Candidatura per i migliori costumi in un film contemporaneo a Janty Yates
- 2016 – Critics' Choice Awards
  - Candidatura per il miglior film
  - Candidatura per il miglior regista a Ridley Scott
  - Candidatura per il miglior attore protagonista a Matt Damon
  - Candidatura per la miglior sceneggiatura non originale a Drew Goddard
  - Candidatura per la miglior fotografia a Dariusz Wolski
  - Candidatura per il miglior montaggio a Pietro Scalia
  - Candidatura per la miglior scenografia a Arthur Max e Celia Bobak
  - Candidatura per i migliori effetti speciali
  - Candidatura per il miglior film Sci-fi/Horror
- 2016 – Directors Guild of America Award
  - Candidatura per il miglior regista a Ridley Scott
- 2015 – Hollywood Film Awards
  - Miglior film a Ridley Scott
- 2016 – MTV Movie Awards[45]
  - Candidatura per la miglior performance maschile a Matt Damon
- 2015 – National Board of Review Awards
  - Migliori dieci film
  - Miglior regista a Ridley Scott
  - Miglior attore a Matt Damon
  - Migliore sceneggiatura non originale a Drew Goddard
- 2015 – People's Choice Awards
  - Miglior film drammatico preferito
  - Candidatura per l'attore preferito in un film drammatico a Matt Damon
- 2016 – Producers Guild of America Award
  - Candidatura per il miglior film a Simon Kinberg, Ridley Scott, Michael Schaefer e Mark Huffam
- 2016 – Satellite Award
  - Miglior suono
  - Candidatura per il miglior film
  - Candidatura per il miglior regista a Ridley Scott
  - Candidatura per il miglior attore a Matt Damon
  - Candidatura per la migliore sceneggiatura non originale a Drew Goddard
  - Candidatura per la migliore fotografia a Dariusz Wolski
  - Candidatura per la migliore colonna sonora originale a Harry Gregson-Williams
  - Candidatura per il miglior montaggio a Pietro Scalia
  - Candidatura per i migliori effetti speciali
- 2015 – Toronto International Film Festival
  - Candidatura al premio del pubblico
- 2016 – Writers Guild of America Award
  - Candidatura per la migliore sceneggiatura non originale a Drew Goddard

## Accuratezza scientifica

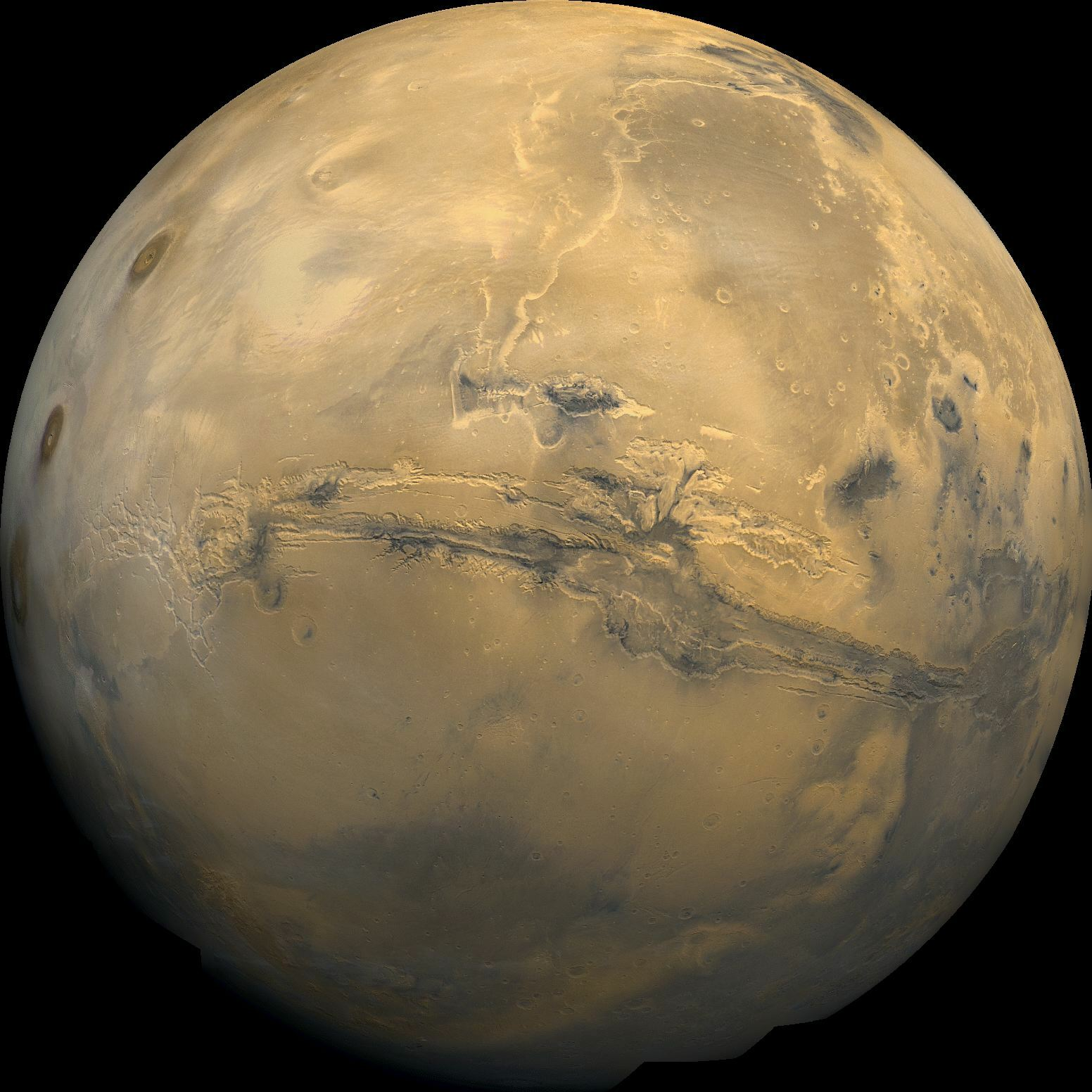
Mosaico delle immagini di Marte scattate dalla sonda Viking 1.

Quando Andy Weir ha scritto il romanzo L'uomo di Marte ha cercato di rappresentare tutto in maniera scientificamente corretta, utilizzando anche i feedback dei lettori per farlo adeguatamente. Anche Ridley Scott quando ha iniziato a lavorare al film ha cercato di renderlo realistico, ricevendo anche l'aiuto di James L. Green, direttore della divisione per le scienze planetarie della NASA, che ha quindi radunato un gruppo incaricato di rispondere alle domande scientifiche poste da Scott. Green ha dichiarato che «The Martian è ragionevolmente realistico» ha però detto che la pericolosa tempesta di sabbia del film, nonostante la velocità di circa 190 km/h, in realtà avrebbe avuto una forza piuttosto debole. Green ha anche trovato gli edifici della NASA presenti nel film più eleganti di quelli attualmente utilizzati veramente dalla NASA. I critici cinematografici si sono concentrati, nelle loro recensioni, soprattutto sul fatto che i venti marziani sarebbero in realtà "a malapena una brezza leggera", e anche lo stesso sceneggiatore Drew Goddard ha dichiarato che i venti dovevano essere considerati in maniera molto esagerata per generare la situazione della storia.
Invece il processo di combustione usato da Watney per produrre acqua è accurato ed è usato dalla NASA per un possibile rover da usare su Marte, e anche il generatore termoelettrico a radioisotopi è stato usato accuratamente, sebbene le preoccupazioni sul rischio di rottura siano del tutto insensate: gli RTG sono progettati per essere a prova di esplosione o incendio del veicolo di lancio e sono perfino in grado di resistere ad un rientro in atmosfera con conseguente impatto al suolo. Successivamente, quando le sue razioni iniziano a scarseggiare, Watney costruisce una serra improvvisata utilizzando suolo marziano e le feci dell'equipaggio come fertilizzante; a questo proposito il dottore Michael Shara, curatore della divisione di scienze fisiche presso l'American Museum of Natural History, ha spiegato che «potremmo probabilmente coltivare qualcosa su Marte». Inoltre si pensa anche che sia possibile che organismi microbici siano presenti su Marte. In un'altra scena, la visiera di vetro del casco di Watney si crepa; l'ossigeno scende quindi momentaneamente al di sotto del livello critico ed egli è costretto a sigillare rapidamente il casco con del nastro adesivo per evitare il soffocamento. Secondo Shara «fintanto che la pressione interna è intorno al 30% potresti tenerlo [il nastro], prima che i tuoi occhi si chiudano o che tu abbia un'embolia».
Benché la gravità di Marte sia circa il 40% di quella terrestre, il regista Ridley Scott ha deciso di non rappresentare questa differenza gravitazionale, trovando lo sforzo meno utile rispetto alla rappresentazione della gravità zero. Scott ha infatti detto che le tute avrebbero appesantito abbastanza i protagonisti da compensare la differenza di gravità. Inoltre il clima di Marte è così freddo che avrebbe reso il piano iniziale di Watney di disabilitare il sistema di riscaldamento del rover subito impraticabile; la temperatura media è infatti di -62° C, abbastanza da far precipitare in inverno l'anidride carbonica come neve ai poli.
Ed Finn, direttore del centro per la scienza e l'immaginazione dell'Università statale dell'Arizona, ha detto «quello che questa storia fa davvero bene è immaginare uno scenario di un futuro prossimo che non si spinge troppo lontano da dove siamo oggi tecnicamente». Il fisico britannico Brian Cox ha invece affermato «The Martian è la migliore pubblicità per una carriera in ingegneria che io abbia mai visto».
Nel film i colori dell'atmosfera marziana sono rappresentati in maniera errata: durante il giorno il cielo marziano è di colore rosso, mentre durante il tramonto diviene blu.
Come viene ribadito più volte nel corso del film, Acidalia Planitia è una regione pianeggiante. Ciò nonostante in alcune scene appaiono imponenti rilievi inesistenti, sia durante la ricerca del Mars Pathfinder che nei pressi dello H.A.B.

## Citazioni di altre opere
Nel film, la riunione alla NASA, per decidere se far ritornare l'astronave Hermes su Marte per riprendere Watney, è stata chiamata "Progetto Elrond", con chiaro riferimento, come spiegato nella riunione stessa, al Consiglio di Elrond dal film Il Signore degli Anelli - La Compagnia dell'Anello, pellicola in cui lo stesso Sean Bean era protagonista e presente alla riunione.